# La moglie di Claudio
La moglie di Claudio è un film muto italiano del 1918 diretto da Gero Zambuto.